# Francesco da Milano (compositore)
Francesco Canova, (o Canona), meglio conosciuto come Francesco da Milano (Monza, 18 agosto 1497 – Milano, 15 aprile 1543), è stato un compositore e liutista italiano.
Venne considerato il più grande compositore di musica per liuto del Rinascimento italiano e uno dei massimi rappresentanti della musica strumentale del XVI secolo. Per le sue doti eccelse fu soprannominato Il divino, soprannome che condivise con Michelangelo Buonarroti.
Alcuni suoi contemporanei ci hanno lasciato testimonianza della sua abilità, non solo al liuto, ma anche alla viola.

## Biografia
Nacque a Monza il 18 agosto del 1497 da Benedetto Canova. Fu allievo del virtuoso Giovanni Angelo Testagrossa, liutista di Isabella e Beatrice d'Este a Mantova presso la corte dei Gonzaga. Attorno al 1520, ancora giovane, si trasferì a Roma, dove svolse l'attività di liutista al servizio dei papi Leone X, Adriano VI e Clemente VII.
Nel 1528, il Canova lasciò Roma per trasferirsi nel nord Italia, probabilmente a Piacenza o Milano, dove fù organista. Nel 1530 fece ritorno a Roma per essere al servizio del cardinale Ippolito de' Medici.
Nel 1535 passò al servizio del pontefice Paolo III, il quale lo nominò maestro di musica del nipote Ottavio Farnese (il futuro Duca di Parma).
Nel 1538, in occasione della Pace di Nizza, seguì il papa a Nizza, dove ebbe modo di conoscere Francesco I e Carlo V. Le cronache riferiscono che Francesco I fu talmente colpito dal talento del Canova, da manifestargli tutta la sua ammirazione. È pertanto probabile che per un periodo di tempo il Canova abbia soggiornato a Parigi.
Ebbe come allievo il liutista Perino Fiorentino, che nel 1537 Paolo III accolse tra i suoi musicisti in segno di stima verso il suo maestro.
Morì in località imprecisata (presumibilmente a Milano) il 15 aprile 1543, all'età di quarantacinque anni. Le sue spoglie vennero sepolte a Milano, nella Chiesa di Santa Maria alla Scala, chiesa che fu demolita nella seconda metà del XVIII secolo per costruire il Teatro alla Scala.

## Opere
Il Canova fu, quale compositore e trascrittore, il personaggio di maggior spicco per stile e originalità tra i liutisti del suo tempo, tanto da lasciare una traccia profonda sia in Italia che in Europa. Egli viene ricordato per aver trascritto per liuto, con grande abilità, composizioni polifoniche fra le più famose e complicate dei suoi tempi.

È suo il merito d'avere diffuso (tra i primi in Italia) la conoscenza delle canzoni francesi, che trascrisse integralmente e dalle quali trasse spunto. Fu, tra l'altro, membro e capo di una scuola liutistica di milanesi, che aveva nel Settentrione il suo centro.
Tra le numerose composizioni di Francesco da Milano si contano perlopiù Fantasie e Ricercari, che sono raccolti in libri d'intavolature per liuto. Di seguito vengono elencati i libri in ordine cronologico:
- Intabolatura de liuto de diversi, con la Battaglia, et altre cose bellissime, di Messer Francesco da Milano (Venezia, Francesco Marcolini, 1536)
- Intabolatura de lauto de Francesco da Milano, con la Canzon de li Uccelli, la Bataglia francese et altre cose... Libro primo (Venezia, Antonio Gardano, 1546)
- Intabolatura de lauto di Francesco da Milano, De motetti recercari e canzoni francese... Libro secondo (Venezia, Antonio Gardano, 1546)
- Intabolatura di lauto del divino Francesco da Milano, et dell'eccellente Pietro Paulo Borrono da Milano..., opera nuova, e perfettissima sopra qualunque altra intabolatura. Libro secondo (Venezia,1546)
- Intabolatura de lauto di Messer Francesco Milanese et Messer Pierino Fiorentino suo discipulo di recercate madrigali, e canzone francese... Libro terzo (Venezia, Antonio Gardano, 1547)
- Intabolatura de lautto libro settimo. Ricercari novi del divino Messer Francesco da Milano. Estratti da li soi propri esemplari li quali non sono mai più stati visti ne stampati. Aggiontovi alcuni altri recercari di Julio da Modena, intabulati e acomodati... da Jovanni Maria da Crema (Venezia, Giorolamo Scotto, 1548)
- La intabolatura de lauto de diversi autori. Di Francesco da Milano; di Alberto da Mantoa; di Marco da Laquila etc. ... con alcune padouane, et saltarelli novi... (Venezia, Girolamo Scotto, 1563).

## Registrazione
- Tsiporah Meiran, Francesco da Milano : Research for lute, Band of Hippies (2010), registrato su strumento storico.
- DISCOGRAFIA: FRANCESCO DA MILANO. MUSIC FOR LUTE. SANDRO VOLTA, liuto- BRILLIANT CLASSICS (ottobre 2014)
- Francesco da Milano: Fantasie Divine. Siro Pillosu, Lute and Viola da mano - Ibé (2019)
- Duo Imbesi Zangarà, Francesco da Milano Complete Duets Original works and Joanne Matelart’s Arrangements players Carmelo Imbesi e Carmen Zangarà, Classical Music 3.0, 2021
- Duo Imbesi Zangarà, Francesco da Milano Fantasia a due Liuti from Castelfranco Veneto Manuscript, Single Track, players Carmelo Imbesi e Carmen Zangarà, Classical Music 3.0, 2024